# Crataegus tracyi
Crataegus tracyi là loài thực vật có hoa trong họ Hoa hồng. Loài này được Ashe ex Eggl. mô tả khoa học đầu tiên năm 1909.